# Szilágyi Ferenc (eszperantista)
Szilágyi Ferenc (Budapest, 1895. február 1. – Borås, 1967. december 1.) eszperantó író. Bár magyar származású, élete nagy részét Svédországban élte le.
Szerkesztője volt a fontos Norda Prismo (Északi Prizma) folyóiratnak. Főbb művei között szerepeltek a következők: La granda aventuro (A nagy kaland, mesekönyv), Koko krias jam! (Kukorékol a kakas!, mesekönyv) és a Mistero minora (Kisebb rejtély) című regény.
Eszperantó nyelvtant is írt, és részt vett az Eszperantó enciklopédia (1934) kidolgozásában. Magyar és svéd nyelven írt műveket fordított eszperantóra.
A nagy kaland egyik története, az Egy bíró kiszabadítása 2009 végén jelent meg spanyolul, és ez lett az egyik első olyan szöveg, amelyet egy kereskedelmi kiadó fordított eszperantóból.

## Fordítás
Ez a szócikk részben vagy egészben  a   Ferenc Szilágyi című spanyol Wikipédia-szócikk ezen változatának fordításán alapul.  Az eredeti cikk szerkesztőit annak laptörténete sorolja fel. Ez a jelzés csupán a megfogalmazás eredetét és a szerzői jogokat jelzi, nem szolgál a cikkben szereplő információk forrásmegjelöléseként.